# Copa Confederación de la CAF 2008
La Copa Confederación de la CAF del 2008 fue la 5.ª edición del segundo torneo de clubes más importante de África organizado por la CAF.
El Sfaxien de Túnez venció al Étoile du Sahel también de Túnez para ser campeón por segunda ocasión de manera consecutiva.

## Ronda Preliminar
| Equipo 1         | Agr.         | Equipo 2               | Ida | Vuelta |
| ---------------- | ------------ | ---------------------- | --- | ------ |
| US Masséda       | 3–1          | UNB                    | 2–0 | 1–1    |
| Black Star       | 0–3          | Satellite FC           | 0–0 | 0–3    |
| AS Mangasport    | 5–0          | AS-FNIS                | 3–0 | 2–0    |
| Ports Authority  | 0–4          | ES Bingerville         | 0–1 | 0–3    |
| AS Maniema Union | 3–0          | Akonangui FC           | 3–0 | 0–0    |
| Express FC       | 1–1 (5:4 p.) | AS Inter Star          | 1–0 | 0–1    |
| AS Adema         | 1–2          | Young Africans FC      | 1–0 | 0–2    |
| AS CotonTchad    | 1            | Al Akhdar              | w/o | w/o    |
| Highlanders FC   | 3–1          | Ferroviário de Nampula | 3–0 | 0–1    |
| Chipukizi FC     | 0–7          | Green Buffaloes        | 0–5 | 0–2    |
| Harrar Beer      | 2–2 (3:5 p.) | Rayon Sport FC         | 2–0 | 0–2    |
| Anse Réunion     | 2–1          | Petite Rivière         | 2–1 | 0–0    |
| JS Talangaï      | 3–5          | Mount Cameroon FC      | 2–1 | 1–4    |

1 los equipos de  República Centroafricana,  Chad,  Kenia,  Ruanda y  Sierra Leona fueron descalificados por no cumplir con sus obligaciones financieras.

## Primera Ronda
| Equipo 1           | Agr.         | Equipo 2           | Ida | Vuelta |
| ------------------ | ------------ | ------------------ | --- | ------ |
| Issia Wazi         | 3–4          | US Masséda         | 2–0 | 1–4    |
| Rachad Bernoussi   | 3–3 (v.)     | Espérance de Tunis | 3–1 | 0–2    |
| Djoliba            | 3–0          | Satellite FC       | 2–0 | 1–0    |
| Petro Atlético     | 1–3          | AS Mangasport      | 1–2 | 0–1    |
| ASC Linguère       | 3–3 (p.)     | ES Bingerville     | 3–0 | 0–3    |
| Sfaxien            | 2–1          | JSM Béjaïa         | 1–0 | 1–1    |
| Les Astres FC      | 2–0          | AS Maniema Union   | 2–0 | 0–0    |
| Vita Club          | 0–0 (4-2 p.) | Express FC         | 0–0 | 0–0    |
| Al Akhdar          | 2–1          | Young Africans FC  | 1–1 | 1–0    |
| MC Alger           | 0–1          | Haras El Hodood    | 0–0 | 0–1    |
| Green Buffaloes FC | 1–2          | Highlanders FC     | 1–1 | 0–1    |
| Al-Merrikh SC      | 3–0          | Rayon Sport FC     | 3–0 | 0–0    |
| Ajax Cape Town     | 5–1          | Anse Réunion       | 1–0 | 4–1    |
| 1.º de Maio        | 1–2          | Mount Cameroon FC  | 0–2 | 1–0    |
| Casa Sport         | 1–2          | Dolphins           | 0–0 | 1–2    |
| Wikki Tourists     | 3–6          | Asante Kotoko      | 2–2 | 1–4    |

## Segunda Ronda
| Equipo 1       | Agr.     | Equipo 2           | Ida | Vuelta |
| -------------- | -------- | ------------------ | --- | ------ |
| US Masséda     | 2–6      | Espérance de Tunis | 1–0 | 1–6    |
| Djoliba        | 5–2      | AS Mangasport      | 3–1 | 2–1    |
| ASC Linguère   | 4–4 (v.) | Sfaxien            | 3–2 | 1–2    |
| Les Astres FC  | (v.) 1–1 | Vita Club          | 0–0 | 1–1    |
| Al Akhdar      | 1–2      | Haras El Hodood    | 1–1 | 0–1    |
| Highlanders FC | 1–5      | Al-Merrikh SC      | 0–2 | 1–3    |
| Ajax Cape Town | 5–6      | Mount Cameroon FC  | 5–1 | 0–5    |
| Dolphins       | 3–4      | Asante Kotoko      | 2–0 | 1–41   |

1 el segundo partido fue reprogramado para el 12 de mayo luego de que el juego fuese abandonado al medio tiempo el día 11 de mayo cuando el Asante Kotoko FC ganaba 1-0, hasta que comenzó a caer una tormenta que inundó el campo.

## Tercera Ronda
| Equipo 1            | Agr.         | Equipo 2           | Ida | Vuelta |
| ------------------- | ------------ | ------------------ | --- | ------ |
| Étoile du Sahel     | 2–0          | Espérance de Tunis | 2–0 | 0–0    |
| Club Africain       | 0–0 (5:3 p.) | Djoliba            | 0–0 | 0–0    |
| Platinum Stars      | 2–4          | Sfaxien            | 2–2 | 0–2    |
| Kabylie             | 2–1          | Les Astres FC      | 1–1 | 1–0    |
| Mamelodi Sundowns   | 1–2          | Haras El Hodood    | 1–0 | 0–2    |
| Olympique Khouribga | 2–2 (v.)     | Al-Merrikh SC      | 2–2 | 0–0    |
| Inter Luanda        | 3–2          | Mount Cameroon FC  | 2–1 | 1–1    |
| Al Ittihad Tripolil | 3–4          | Asante Kotoko      | 2–1 | 1–3    |

## Fase de grupos

### Grupo A
| Pos. | Equipo          | Pts. | PJ | G | E | P | GF | GC | Dif. | Clasificación |     | CSS | HEH | CA  | INT |
| ---- | --------------- | ---- | -- | - | - | - | -- | -- | ---- | ------------- | --- | --- | --- | --- | --- |
| 1    | Sfaxien         | 13   | 6  | 4 | 1 | 1 | 11 | 6  | +5   | Final         |     | —   | 1–0 | 2–0 | 4–1 |
| 2    | Haras El Hodood | 10   | 6  | 3 | 1 | 2 | 10 | 6  | +4   |               |     | 3–1 | —   | 2–1 | 4–1 |
| 3    | Club Africain   | 8    | 6  | 2 | 2 | 2 | 7  | 6  | +1   |               | 0–0 | 1–1 | —   | 3–0 |     |
| 4    | Interclube      | 3    | 6  | 1 | 0 | 5 | 6  | 16 | −10  |               | 2–3 | 1–0 | 1–2 | —   |     |

 Fuente: CAF
Criterios de clasificación: 

### Grupo B
| Pos. | Equipo          | Pts. | PJ | G | E | P | GF | GC | Dif. | Clasificación |     | ESS | ALM | JSK | ASK |
| ---- | --------------- | ---- | -- | - | - | - | -- | -- | ---- | ------------- | --- | --- | --- | --- | --- |
| 1    | Étoile du Sahel | 10   | 6  | 3 | 1 | 2 | 8  | 6  | +2   | Final         |     | —   | 2–1 | 2–0 | 2–0 |
| 2    | Al-Merreikh     | 9    | 6  | 3 | 0 | 3 | 9  | 8  | +1   |               |     | 2–0 | —   | 3–1 | 2–1 |
| 3    | Kabylie         | 9    | 6  | 3 | 0 | 3 | 8  | 9  | −1   |               | 1–0 | 3–1 | —   | 2–0 |     |
| 4    | Asante Kotoko   | 7    | 6  | 2 | 1 | 3 | 7  | 9  | −2   |               | 2–2 | 1–0 | 3–1 | —   |     |

 Fuente: CAF

## Final
| Equipo 1 | Agr.     | Equipo 2        | Ida | Vuelta |
| -------- | -------- | --------------- | --- | ------ |
| Sfaxien  | 2–2 (v.) | Étoile du Sahel | 0–0 | 2–2    |

| 8-11-2008 | CS Sfaxien | 0 - 0   | Etoile Sahel | Stade Taïeb Mhiri, Sfax     |                             |
|           |            | Reporte |              | Árbitro(s): Mohamed Benouza | Árbitro(s): Mohamed Benouza |

| 22-11-2008 | Etoile Sahel                | 2 - 2 (Global 2 - 2) | CS Sfaxien             | Stade Olympique de Sousse, Sousse |                          |
|            | - Opara 73' - Abdennour 79' |                      | - Apoko 2' - Nafti 69' | Árbitro(s): Eddy Maillet          | Árbitro(s): Eddy Maillet |

## Campeón
|                       |
| Bandera de Túnez      |
| Campeón C. S. Sfaxien |
| 2.° título            |

## Goleadores
| Jugador           | Club            | Goles |
| ----------------- | --------------- | ----- |
| Eric Bekoe        | Asante Kotoko   | 10    |
| Ahmed Abdelghani  | Haras El Hodood | 5     |
| Karim Nafti       | CS Sfaxien      | 4     |
| Apoko             | CS Sfaxien      | 4     |
| Emeka Opara       | Étoile du Sahel | 4     |
| Mugahid Mohamed   | Al-Merrikh      | 3     |
| Faisal Agab       | Al-Merrikh      | 3     |
| Haytham Tambal    | Al-Merrikh      | 3     |
| Alaa Abdul-Zahra  | Al-Merrikh      | 3     |
| Abdelhamid Ammari | Al-Merrikh      | 3     |
| Kouassi Blaise    | CS Sfaxien      | 3     |